# Stephan Pollner
Stephan Pollner Gertsen (født 21. juli 1973) er en dansk skuespiller og teaterchef. Pollner er uddannet fra skuespillerskolen ved Odense Teater, årgang 2000.
Han har medvirket som skuespiller på bl.a Team Teatret, Folketeatret og Det Kongelige Teater, samt i reklame, kort og novellefilm. Har løbende ved siden af sin skuespiller gerning, selv produceret teater. I juni 2011 tiltrådte han stillingen som Teaterchef og kreativ producent på Teater Vestvolden i Hvidovre.
Stephan Pollner er tidligere medlem af Dramaturgiatet for Horsens Teaterfestival (2009-2015). I 2017 blev han beskikket for en 2-årig periode som medlem af Refusionsudvalget, som er nedsat af Kulturministeriet. 
Han er desuden fungerende bestyrelsesmedlem i Dramatiker Væksthus.